# Znak (polnische Organisation)
Znak (dt.: Zeichen) war eine katholische polnische Laien-Organisation der Jahre 1956 bis 1976.

## Geschichte
Die Gruppe entstand im Verlauf einer Fronde innerhalb der Vereinigung „PAX“ Bolesław Piaseckis. Nach 1956 war Znak (neben PAX und Chrześcijańskie Stowarzyszenie Społeczne) eine von drei katholischen Gruppen, die in der Volksrepublik Polen im Sejm vertreten waren. Ideologisch verbunden war sie mit der Krakauer Zeitschrift Tygodnik Powszechny und der Monatszeitschrift Znak, entstanden auf der Grundlage des „Klubs der katholischen Intelligenz (KIK)“.
Im Gegensatz zu den genannten beiden anderen Gruppierungen, die sich häufig mit der Kirche und Primas Kardinal Wyszyński Auseinandersetzungen lieferten, befand sich Znak nicht im Konflikt mit dem Episkopat. Vielmehr erfüllte es gewissermaßen die Funktion einer Brücke zwischen Kirche und Herrschenden. Man arbeitete mit katholischen Laien-Organisationen in Westeuropa zusammen (vor allem mit dem deutschen Pax Christi und dem internationalen „Pax Romana“). Znak wurde im Sejm u. a. von Tadeusz Mazowiecki, Jerzy Zawieyski, Stefan Kisielewski, Stanisław Stomma oder Wanda Pieniężna repräsentiert. Es stellte auch „seinen“ Vorsitzenden im Staatsrat – es war Jerzy Zawieyski (1956–1969).
Unter katholischen Abgeordneten entwickelte sich Widerstand gegen die antisemitische und gegen die Intelligenz gerichtete Hetze der Herrschenden in der Volksrepublik Polen 1968, woraufhin sie aus den Reihen der parlamentarischen Gruppierung ZSL (Zjednoczone Stronnictwo Ludowe) als „Überbleibsel der Reaktion“ bezeichnet wurden. Die Gruppe Znak existierte bis 1976, sie wurde aus Kreisen der Regierung liquidiert im Zusammenhang mit der Stimmenthaltung Stanisław Stommas bei einer Abstimmung über Verfassungsänderungen.
Nach 1976 bestand der Name Znak fort durch einige loyalistische katholische Abgeordnete, u. a. Ryszard Bender, Janusz Zabłocki und Wacław Auleytner (die sog. „Neo-Znak“), die 1980 aufgingen im Polski Związek Katolicko-Społeczny (etwa: „Polnischer katholisch-gesellschaftlicher Verband“).
Obwohl sie nur eine Minderheit im Sejm darstellte, erlangte Znak ein hohes Ansehen in der Bevölkerung Polens, da sie katholischen Positionen ebenso Gehör verschaffte wie sie bürgerrechtlichen oder kulturellen Anliegen eine Stimme verlieh.